# Adam Chrzanowski (piłkarz)
Adam Chrzanowski (ur. 31 marca 1999 w Warszawie) – polski piłkarz występujący na pozycji obrońcy w polskim klubie Odra Opole.

## Kariera piłkarska
Jest wychowankiem klubu KS Raszyn, w barwach którego występował do sezonu 2013/14, kiedy trafił do drużyny juniorskiej Znicza Pruszków. Po roku gry został przeniesiony do drużyny seniorów, gdzie grał jedynie przez kilka miesięcy. W lipcu 2016 roku podpisał kontrakt z Lechią Gdańsk. 27 sierpnia 2017 roku został wypożyczony z opcją transferu definitywnego do włoskiego klubu ACF Fiorentina. Rok później, powrócił z wypożyczenia i przedłużył kontrakt z Lechią Gdańsk o 3 lata. 8 stycznia 2018 roku został wypożyczony do klubu Wigry Suwałki. Po zakończeniu sezonu, zapewniając utrzymanie drużynie Wigier, powrócił do Lechii, aby walczyć o przebicie się do pierwszego składu.

## Statystyki
(aktualne na dzień 1 grudnia 2019)
| Klub                 | Sezon              | Liga               | Liga  | Liga   | Puchar kraju | Puchar kraju | Suma  | Suma   |
| Klub                 | Sezon              | Liga               | Mecze | Bramki | Mecze        | Bramki       | Mecze | Bramki |
| -------------------- | ------------------ | ------------------ | ----- | ------ | ------------ | ------------ | ----- | ------ |
| Znicz Pruszków       | 2014/15            | 2 Liga             | 5     | 0      | 1            | 0            | 6     | 0      |
| Lechia Gdańsk        | 2015/16            | Ekstraklasa        | 1     | 0      | –            | –            | 1     | 0      |
| Fiorentina (wyp.)    | 2016/17            | Serie A            | –     | –      | –            | –            | 0     | 0      |
| Lechia Gdańsk        | 2017/18            | Ekstraklasa        | 10    | 1      | –            | –            | 10    | 1      |
| Lechia Gdańsk        | 2018/19            | Ekstraklasa        | 3     | 1      | 1            | 0            | 4     | 1      |
| Wigry Suwałki (wyp.) | 2018/19            | 1 Liga             | 12    | 0      | –            | –            | 12    | 0      |
| Lechia Gdańsk        | 2019/20            | Ekstraklasa        | 2     | 0      | 1            | 0            | 3     | 0      |
| Ogólnie w karierze   | Ogólnie w karierze | Ogólnie w karierze | 33    | 2      | 3            | 0            | 36    | 2      |

## Sukcesy

### Lechia Gdańsk
- Puchar Polski (1×): 2018/2019